# Cédric Boussoughou
Cédric Boussoughou Mabikou est un footballeur gabonais né le 20 juillet 1991. Il évolue au poste de milieu terrain avec Mangasport. 

## Carrière
- 2008-2013 : Mangasport ( Gabon)
- 2013-déc. 2014 : Olympique Béja ( Tunisie)
- depuis jan. 2015 : Mangasport ( Gabon)[1]

## Palmarès
- Coupe du Gabon de football : 2011